# Dzmitryj Aharodnik
Dzmitryj Barysawicz Aharodnik (biał. Дзьмітры Барысавіч Агароднік, ros. Дмитрий Борисович Огородник, Dmitrij Borysowicz Ogorodnik; ur. 11 czerwca 1978 w Zelwie) – białoruski piłkarz występujący na pozycji napastnika, jednokrotny reprezentant Białorusi.

## Kariera klubowa
Rozpoczynał karierę piłkarską w klubie Dniapro Mohylew. Następnie występował w rosyjskich zespołach: Zenit Petersburg, Metałłurg Lipieck, Dinamo Petersburg i Gazowik-Gazprom Iżewsk oraz białoruskich klubach Nioman Grodno i Wieras Nieśwież.

## Kariera reprezentacyjna
W reprezentacji Białorusi wystąpił raz 16 sierpnia 2000 w towarzyskim meczu z Łotwą (1:0).

## Sukcesy
Dniapro-Transmasz Mohylew
- mistrzostwo Białorusi: 1998